# Geometria numerelor
Geometria numerelor este partea teoriei numerelor care folosește geometria pentru studiul numerelor algebrice. De obicei un inel de întregi algebrici este privit ca o rețea în {\displaystyle \mathbb {R} ^{n},} iar studiul acestor rețele oferă informații fundamentale despre numerele algebrice. Geometria numerelor a fost inițiată de Hermann Minkowski (1910).

Cele mai bune aproximări ale lui π (cerc verde), e (romb albastru), ϕ (dreptunghi roz), (√3)/2 (hexagon gri), 1/√2 (octogon roșu) și 1/√3 (triunghi portocaliu) calculate din dezvoltările în fracții continue, trasate ca pante y/x cu erori din valorile lor exacte (liniuțe negre).

Geometria numerelor are o relație strânsă cu alte domenii ale matematicii, în special cu analiza funcțională și aproximarea diofantică (problema găsirii numerelor raționale care aproximează un număr irațional).

## Rezultatele lui Minkowski
Presupunem că {\displaystyle \Gamma } este o rețea în spațiul euclidian {\displaystyle n}-dimensional {\displaystyle \mathbb {R} ^{n}} și {\displaystyle K} este o mulțime convexă central simetrică. Teorema lui Minkowski, numită uneori prima teoremă a lui Minkowski, afirmă că dacă {\displaystyle \operatorname {vol} (K)>2^{n}\operatorname {vol} (\mathbb {R} ^{n}/\Gamma )}, atunci {\displaystyle K} conține un vector nenul din {\displaystyle \Gamma }.
Minimul succesiv {\displaystyle \lambda _{k}} este definit ca fiind infimumul numerelor {\displaystyle \lambda } pentru care {\displaystyle \lambda K} conține {\displaystyle k} vectori liniar independenți din {\displaystyle \Gamma }. Teorema lui Minkowski asupra minimelor succesive, numită uneori a doua teoremă a lui Minkowski, este o întărire a primei sale teoreme și afirmă că
{\displaystyle \lambda _{1}\lambda _{2}\cdots \lambda _{n}\operatorname {vol} (K)\leq 2^{n}\operatorname {vol} (\mathbb {R} ^{n}/\Gamma ).}

## Cercetări ulterioare în geometria numerelor
În perioada 1930-1960 s-au efectuat cercetări în geometria numerelor de către mulți specialiști în teoria numerelor (incluzându-i pe Louis Mordell, Harold Davenport și Carl Ludwig Siegel). În ultimii ani, Lenstra, Brion și Barvinok au dezvoltat teorii combinatoriale care enumeră punctele laticiale din unele mulțimi convexe.

### Teorema subspațiului a lui W. M. Schmidt
În geometria numerelor, teorema subspațiului a fost obținută de Wolfgang M. Schmidt în 1972. Aceasta afirmă că dacă n este un întreg pozitiv, L1,...,Ln sunt forme liniare liniar independente în n variabile cu coeficienți algebrici și ε>0 este un număr real dat, atunci punctele nenule întregi x în n coordonate care satisfac
{\displaystyle |L_{1}(x)\cdots L_{n}(x)|<|x|^{-\varepsilon }}
se află într-un număr finit de subspații proprii ale lui Qn.

## Influența asupra analizei funcționale
Geometria numerelor a lui Minkowski a influențat profund analiza funcțională. Minkowski a demonstrat că mulțimile convexe simetrice induc norme în spații vectoriale finit dimensionale. Teorema lui Minkowski a fost generalizată la spații vectoriale topologice de către Kolmogorov, a cărui teoremă afirmă că mulțimile convexe simetrice care sunt închise și mărginite generează topologia unui spațiu Banach.
Cercetătorii continuă să studieze generalizările la domeniile stelate și la alte mulțimi neconvexe.